# Costas Mandylor
Costas Mandylor, właśc. Costas Theodosopoulos (ur. 3 września 1965 w Melbourne) – australijsko-grecki aktor filmowy i telewizyjny. Pseudonim artystyczny „Mandylor” to zmodyfikowana wersja panieńskiego nazwiska jego matki, Mandylaris.

## Życiorys

### Wczesne lata
Urodził się w Melbourne, w Wiktorii jako najstarszy syn greckich emigrantów – Louise (z domu Mandylaris) i Yannisa Theodosopoulosa, który był taksówkarzem w Melbourne. Jego młodszy o rok brat Louis (ur. 13 września 1966) został aktorem i reżyserem filmowym. Rodzina podróżowała ekstensywnie przez Australię i Grecję, stąd Costas biegle mógł posługiwać się obydwoma językami – angielskim i greckim. Dorastał w Australii, gdzie jego rodzina zajmowała się interesami nocnego klubu.
Mając 18 lat grał w greckiej drużynie piłkarskiej na Europejskich Mistrzostwach Piłki Nożnej. Potem w wieku 21 lat powrócił do Australii i przyłączył się do Narodowej Ligi. Tam jednak doznał uszkodzenia podudzia i zmuszony został zaniechać rozwoju dalszej kariery w piłce nożnej. W 1987 przeprowadził się do Los Angeles.

### Kariera

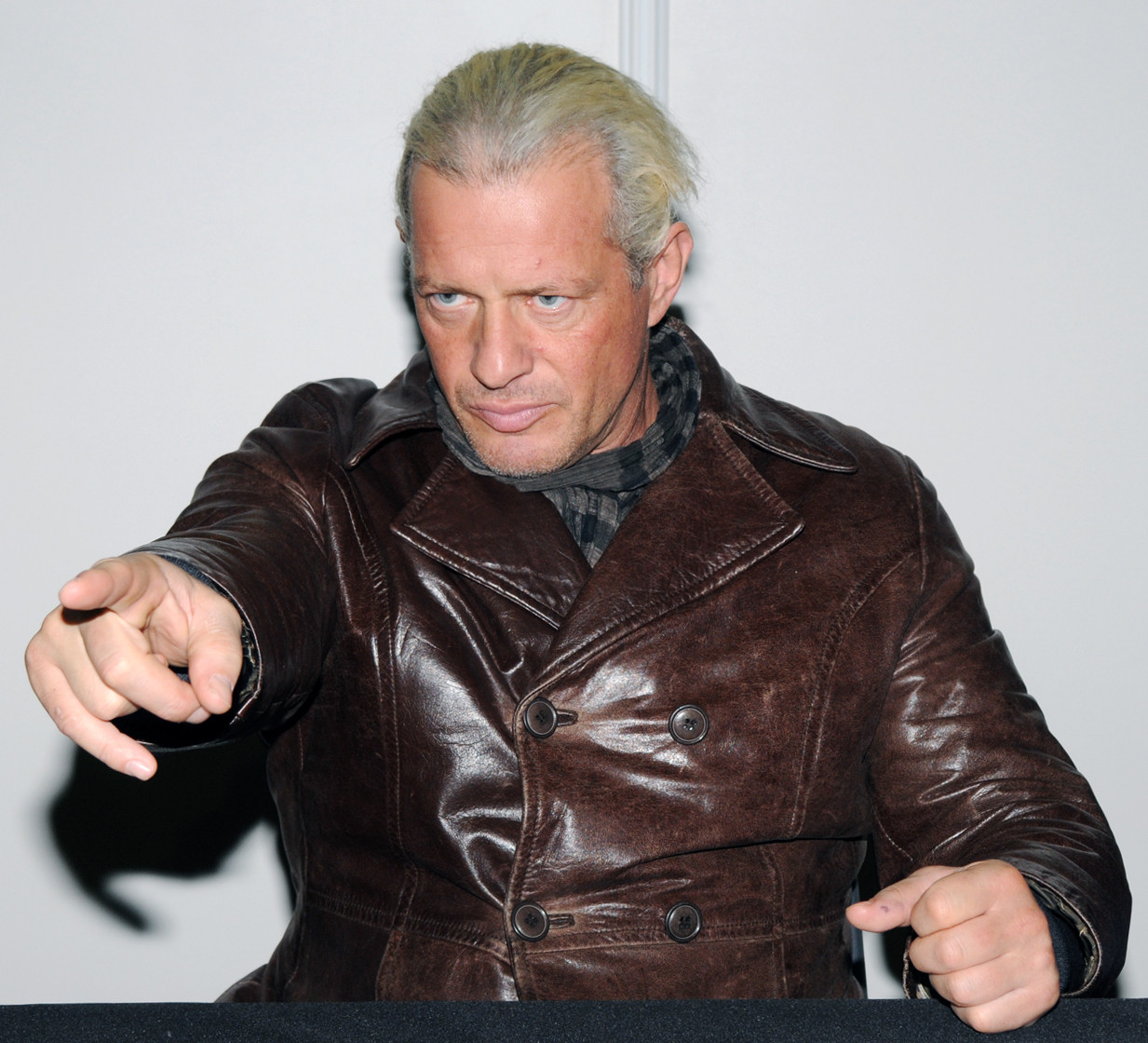
Costas Mandylor (2013)

Debiutował w filmie Triumf ducha (Triumph of the Spirit, 1989) u boku Willema Dafoe. Następnie reżyser Oliver Stone zaangażował go do roli włoskiego hrabiego w biograficznym filmie The Doors (1991) z udziałem Vala Kilmera, Kyle MacLachlana, Kevina Dillona, Michaela Madsena i Meg Ryan. Na małym ekranie wystąpił jako oficer Kenny Lacos w serialu TV-20th Century Fox Gdzie diabeł mówi dobranoc (Picket Fences, 1992–1996).
W 1991 znalazł się na liście 50. najpiękniejszych ludzi świata tygodnika „People”, który w listopadzie 2000 określił go jednym z najseksowniejszych żyjących mężczyzn.

## Życie prywatne
Od maja 1997 do roku 2000 był żonaty z aktorką Talisą Soto, znaną głównie z filmu o przygodach Jamesa Bonda Licencja na zabijanie i jako księżniczka Kitana z filmu Mortal Kombat z 1995 oraz jego kontynuacji z 1997 – Mortal Kombat 2: Unicestwienie. W 2001 spotykał się z aktorką, producentką filmową i scenarzystką Meadow Williams, która brała udział m.in. w produkcjach takich jak Gliniarz z Beverly Hills III, Świat według Bundych czy Apollo 13.

## Filmografia

### Filmy fabularne
- 1989: Triumf ducha (Triumph of the Spirit) jako Avram Arouch
- 1991: The Doors jako włoski hrabia
- 1991: Babka z zakalcem (Soapdish) jako Mark
- 1991: Gangsterzy (Mobsters) jako Frank Costello
- 1995: Zabójcza perfekcja (Virtuosity) jako John Donovan
- 1996: Wschodząca Wenus (Delta of Venus) jako Vegas
- 1997: Do rany przyłóż (Just Write) jako Rich Adams
- 1998: Double Take jako Hector
- 1998: Mój Brat Cicero (My Brother Cicero) jako Cycero
- 1998: Dociekliwy detektyw (Exiled: A Law & Order Movie, TV) jako Gianni Uzielli
- 1999: Niewidzialny myśliwiec (Stealth Fighter) jako Ryan Mitchell
- 2001: Obietnica (The Pledge) jako zastępca Monash
- 2001: Sanktuarium (Sanctuary, TV) jako Nathan Delaney
- 2004: DinoCroc jako Dick Sydney
- 2004: Na deser (Just Desserts, TV) jako Marco Poloni
- 2005: Gra ich życia (The Game of Their Lives) jako Charlie 'Gloves' Columbo
- 2005: Lodowe Piekło (Sub Zero) jako John Deckert
- 2006: Piła III (Saw III) jako detektyw Hoffman
- 2007: Beowulf jako Hondshew
- 2007: Piła IV (Saw IV) jako detektyw Hoffman
- 2008: Piła V (Saw V) jako detektyw Hoffman
- 2009: Piła VI (Saw VI) jako detektyw Hoffman
- 2010: Piła 3D (Saw 3D) jako Mark Hoffman
- 2010: Grzesznicy i święci (Sinners and Saints) jako Raymond Crowe
- 2023: Piła X (Saw X) jako Mark Hoffman

### Seriale TV
- 1992-96: Gdzie diabeł mówi dobranoc (Picket Fences) jako Kenny Lacos
- 1993: Opowieści z krypty jako Dan King
- 1996: Po tamtej stronie (The Outer Limits) jako Lee Taylor
- 1997: F/X (serial telewizyjny) (F/X: The Series) jako Jerry Tamblin
- 1997–98: Gracze (Players) jako Alphonse Royo
- 2000: Zawód: szpieg (Secret Agent Man) jako Monk
- 2000: Resurrection Blvd. jako Aaron Cross
- 2001: Seks w wielkim mieście (Sex and the City) jako Friar
- 2001: Nash Bridges jako Vincent Corell
- 2002: Andromeda jako Bobby Jensen
- 2002: Czarodziejki (Charmed) jako Rick Lang
- 2002: Agent w spódnicy (She Spies) jako Mica Divornak
- 2003: Gliniarze bez odznak (Fastlane) jako Reno Castelli
- 2004–2006: Siódme Niebo (7th Heaven) jako Bill Brewer / ojciec Martina (2005)
- 2013: Mroczne zagadki Los Angeles (Major Crimes) jako Vince Webb
- 2013: Agenci NCIS (NCIS) jako Tomas Mendez
- 2016: Dawno, dawno temu (Once Upon a Time) jako kapitan Silver